# سیارک ۶۱۸۸
سیارک ۶۱۸۸ (به انگلیسی: 6188 Robertpepin، نامگذاری:1988SW2) شش هزار و صد و هشتاد و هشتمین سیارک کشف شده‌است که در ۱۶ سپتامبر ۱۹۸۸ کشف شد.
قدر مطلق سیارک برابر ۱۱.۷ است.